# Ole Bornedal
Ole Bornedal (sinh ngày 26 tháng 5 năm 1959 tại Nørresundby, Đan Mạch) là đạo diễn điện ảnh, diễn viên và chủ nhiệm phim. Năm 1994 Bornedal đã viết kịch bản và đạo diễn phim"Nattevagten"(Người trực gác đêm), phim kinh dị nói về 1 sinh viên luật đi làm thêm như người trực gác ban đêm tại 1 nhà quàn xác và bị liên lụy tới một loạt vụ giết các cô gái điếm. Năm 1997 Bornedal lại đạo diễn phiên bản tiếng Anh của phim này dưới tên Nightwatch với các diễn viên Ewan McGregor (người Scotland), Nick Nolte và Patricia Arquette (người Mỹ). Năm 2002, Bornedal đạo diễn phim"Jeg er Dina"(Tôi là Dina).
Ole Bornedal cũng là một trong số các chủ nhiệm bộ phim lớn Mimic và mới đạo diễn cùng sản xuất phim"The recovery". Bornedal cũng đạo diễn một số phim truyền hình

## Các phim của Ole Bornedal
- 1993: I en del af verden (Trong một phần thế giới) (phim truyền hình)
- 1993: Masturbator (Người thủ dâm) (phim truyền hình)
- 1994: Nattevagten (Người trực gác đêm) (tiếng Đan Mạch)
- 1995: Sprængt nakke (pickled nape of the neck) (phim truyền hình)
- 1996: Charlot og Charlotte (Charlot và Charlotte) (phim truyền hình nhiều tập)
- 1997: Nightwatch (Người trực gác đêm) (tiếng Anh)
- 1999: Dybt vand (Vùng nước sâu)
- 2002: Jeg er Dina (I am Dina)
- 2007: Vikaren (The substitute)
- 2007: Kærlighed på film (Tình yêu trên phim)

## Giải thưởng
- Giải Liên hoan phim thiếu nhi quốc tế Oulu 2007 (Phần Lan)  Lưu trữ ngày 13 tháng 11 năm 2007 tại Wayback Machine